# 性交後憂鬱
性交後憂鬱（ ）是心理學上對於一種性交後感到憂鬱、甚或伴隨強烈的焦慮感覺的一種徵狀。這種問題在男性出現的頻率高於女性，一般在性行為後五分鐘到兩小時內發生。這種問題，有時亦包含男性在手淫後所感覺到的焦慮及內疚感覺。
早在古希臘時代就有關於這種問題的描述，亞里士多德曾說：「在交媾以後，所有動物都會憂鬱。」（Post coitum omne animal triste est）。17世紀的哲學家巴魯赫·斯賓諾莎亦曾在他的著作《致知篇》裡提及這種現象，他說：「當體驗到“性快感”的時候，你的整個心智已經沉浸在這種愉悅中，並且平靜地享受着，根本心無旁鹜。但當“性快感”過後，巨大的悲傷感隨之而來。如果這種悲傷感沒有完全生成，那麽說明，你的心智還沒有從這種愉悅中恢復過來。」
醫學上，有一种說法認為這種感覺可能只是性高潮的快感過後帶來的短暫失落感覺。在性學上，有一種名為不反應期的說法。所謂不反應期，被認為是性器官和性中枢的保护性抑制作用所致。由於性交活动是一个激烈运动，能量消耗很大，在性交活动后，各器官会有一个疲劳恢复期，人体在只能在代谢平衡、能量蓄积、激素补充都达到一定水平后才能恢复性欲，不反应期就是为下次性生活而產生的。而男性在经过一次性高潮达到射精后，必须经过强制性的休息间隔，才会对再次的性刺激重新发生反应，这个对性刺激不再发生性反应的时间间隔称为性的不应期。随着年龄的增加，不应期时间会逐渐加长。澳洲性学家罗丝·金认为，25岁以上的男性，不应期达到20分钟以上。55岁以上的男性，不应期会达到12小时之久，甚至一周。不過這種說法卻難以解釋為何女性亦有相同的感覺。

## 參看
- 性高潮後病情症候群（postorgasmic illness syndrome）
- 不反應期
- 催乳素（抑制多巴胺，與不反應期的形成有關）